# Estádio do Rio Ave FC
O Estádio do Rio Ave FC, também conhecido por Estádio dos Arcos, é um estádio situado na cidade de Vila do Conde, em Portugal. É propriedade e casa dos jogos caseiros do Rio Ave Futebol Clube.

## História
Foi inaugurado em 1984 e à data podia contar com cerca de 20 000 lugares, contudo em 2009, a colocação de cadeiras, levou à redução da capacidade do estádio para 9 000 espectadores.
Desde novembro de 2020, o Rio Ave foi obrigado a demolir a bancada nascente (lado oposto à transmissão televisiva) devido a problemas estruturais e consequente falta de condições de segurança. Com isto, a capacidade do estádio diminuiu para cerca de 5 300 lugares.
No inicio de 2023, o então Presidente do Rio Ave, António Silva Campos, afirmou que a reconstrução da bancada não era uma prioridade a curto prazo, visto que o clube tinha primeiro de se estabilizar financeiramente.
Em março de 2025, o estádio sofreu danos severos nas estruturas da sua única bancada, por conta da depressão Martinho, impedindo o Rio Ave de realizar os restantes jogos da temporada em casa.